# Илићево
Илићево (до 1954. године званичан назив је био Мечковац) је насеље и месна заједница у граду Крагујевцу. Припадао је градској општини Пивара до 2002. до 2008. године, да би након тога општине биле укинуте. Налази се источно од центра Крагујевца.

## Географија
Територија Илићева налази се у централном делу Србије. Смештена је у источном пределу Шумадије и захвата сливно подручје средњег тока Лепенице. Северозапаном страном насеља тече река Лепеница. Илићево се налази у источном делу територије града Крагујевца.
Кроз Илићево пролази железничка пруга Лапово - Крагујевац - Краљево, али нема железничку станицу. Налази се у близини Државог пут IБ реда 24, Баточина - Крагујевац који би у будућности требало да буде ауто–пут Крагујевац - Баточина. До сада је као ауто–пут пуштена само деоница од Крагујевца до Ботуња.
Због непосредне близине града и великог популационог раста некадашњег села Мечковац, дошло је до физиономског срастања овог насеља са Крагујевцем. Илићево је у почетку било самостално насеље, а затим је 1991. године званично укинуто као самостално насељено место и припојено насељу Крагујевац.

## Историја
Насеље се први пут помиње као Mickovaz, још за време Аустријске окупације Србије, у периоду 1718—1739. године. Мечковац је био прво ближе путу, да би пред почетак Првог српског устанка био премештен. Један од разлога за премештање су била честа јаничарска пустошења, јер се насеље налазило на Крагујевачком друму. Други разлог је често изливање Лепенице, која је плавила стамбене објекте.
Почетком деветнаестог века у нашим изворима помиње се неколико пута као Мечковац. Код страница то није случај. Код Ридла је 1810. године уписан као Mescovacz, на Лапијевој карти 1822. као Metskovatz, на Фридовој 1829. као Meskovacz, а на Кипертовој Metschkowats. Мечковац је 1954. године променио име у Илићево. Име је добио по доктору, народном посланику и члану Српске социјалдемократске странке Михаилу Илићу, који је рођен 1856. године у тадашњем Мечковцу.
Према попису становништва 1903. године, Мечковац је имао 356, а седам година касније 489 становника. Након Првог светског рата Илићево је имало 515 становника, што је реткост у Лепеници да је неко место имало више становника након Првог светског рата. У близини села је пре Другог светског рата постојала "просјачка фарма", на којој су "професионални" просјаци живели током хладнијег дела године, а иначе су обилазили земљу.

### Нацистички масакр
Током Другог светског рата, као одмазду за смрт 10 и рањавање 26 Немаца, које су напали партизани и четници на пола пута између Бара и Љуљака, у Мечковцу, Грошници и Маршићу Немци су извршили масовна стрељања на Светог Тому, 19. октобра 1941. године, а два дана касније стрељали више од 2.300 људи у Крагујевцу. Село Мечковац, које се налази на самом путу који води ка Баточини и Лапову, било је изненађено рацијом. Стрељачки вод је био распоређен у три стрељачка става: лежећи, клечећи и стојећи, а на стрељање је одведено 80 особа, од чега је ликвидирно 77, док су 3 преживеле стрељање. Тог првог дана у сва три места Немци су стрељали укупно 415 цивила, да би се након 21. октобра број стрељаних попео на близу 3.000.

## Површина
Територија катастарске општине Илићево, површине 752 ha на којој се налази атар Илићева, ушла је у састав новоформиране катастарске општине Крагујевац I. Површина данашње територије месне заједнице износи 713 ha.

## Број становника
Број становника према попису становништва:
- 1948. године: 586 становника
- 1953. године: 629 становника
- 1961. године: 773 становника
- 1971. године: 1.443 становника
- 1981. године: 2.736 становника
- 1991. године: 3.333 становника (месна заједница)
- 2002. године: 3.907 становника (месна заједница)
- 2008. године:[9] 4.185 становника (месна заједница)

## Спорт
У Илићеву постоји фудбалски клуб Србија који се тренутно такмичи у Шумадијско-рашкој зони, четвртом такмичарском нивоу српског фудбала. Клуб је основан 1934. године,и редован је учесник лига које организује фудбалски савез града Крагујевца. Основан је као СК Мечковац 1935. године. Након Другог светског рата мења име у 19. октобар, због сећања на дан када су Немци стрељали по Илићеву и том прликом је убијено 6 члана клуба. Данашње име клуб је добио 1971. године. У Србији је поникао Предраг Спасић, фудбалер који је између осталих играо и за Партизан и Реал Мадрид.